# Endast av nåd
Endast av nåd är en psalm med text skriven 1990 av Gerrit Gustafsson och Tomas Lindbjer. Musiken är skriven 1990 av Gerrit Gustafsson.

## Publicerad som
- Nr 725 i Verbums psalmbokstillägg 2003 under rubriken "Nattvarden".